# 山田惠里伽
山田恵里伽（1995年12月26日—），是日本女性偶像團體「SKE48」Team E的成員之一。岐阜縣出身。隸屬於ピタゴラス·プロモーション事務所。

## 來歷
- 2009年11月13日、SKE48第3期生選拔合格（參加總數2,396名、合格者13名）。
- 2010年11月17日 - 成為了SKE48第四張單曲1、2、3、4!請多指教!的選拔成員，個人初選拔。
- 2010年12月6日 - 隨著Team E的結成，從研究生升格，成為了SKE48的正式成員。

## 人物
- 公演口號為「去吧去吧恵里伽！擊中吧擊中吧恵里伽！還會持續湧出的恵里伽的力量，恵里伽Smash！！我是擅長打網球的15歲的山田恵里伽」。」而這個口號是E組公演開始之後才使用的，而之前的口號為「恵里伽Smash由你的愛，擅長打網球的容易興奮之人。我是國中三年級15歲的山田恵里伽」。
- 從小學一年級開始，便開始學習了Hip pop dance，鋼琴等才藝，四年級之後，更在家中練習徵選的環節。而在上了國中之後、被問到了將來的夢想、回答了『要成為有名的人』[1]。
- 參加SKE48徵選的機緣為「從小學就開始學習舞蹈，到今天為止大約學了8年了，因為對舞蹈有信心的關係，所以想成為能讓更多各式各樣的人看見我舞姿的藝人。買了徵選面試的雜誌『出☆道』之後，看到了有SKE48有3期生的徵選之後，就決定要參加了」[2]。
- 加入SKE48之後便將MC變成了第一個需要克服的缺點以及目標[3]。

## 参加组合曲
teamE 1st Stage 「睡衣兜風」公演
- 鏡中的聖女貞德

### 演唱會
- SKE48 コンサート「汗の量はハンパじゃない」（2010年10月、SHIBUYA-AX、Zepp Nagoya、神戸国際会館こくさいホール）
- Kinect for Xbox 360 Presents 1!2!3!4!ヨロシク!勝負は、これからだ! supported by LAWSON（2010年11月27日、愛知県芸術劇場大ホール）

## 外部連結
- SKE48官方個人資料頁 （页面存档备份，存于）
- 山田恵里伽官方部落格「ようこそ！えりかのテニスコートへ」 （页面存档备份，存于）

## 註解
1. ↑  .   [2011-05-12]. （原始内容存档于2011-01-02）.
2. ↑  .   [2011-05-12]. （原始内容存档于2010-11-25）.
3. ↑  『AKB48選抜総選挙公式ガイドブック』